# Michael Moritz
Pour les articles homonymes, voir Moritz.
 (décembre 2013).
Michael Moritz (né en 1954) est un homme d'affaires et entrepreneur britannique, et un ancien membre du conseil d'administration de Google inc. Marié à la romancière américaine Harriet Heyman, il est considéré comme l'homme le plus riche du Pays de Galles.

## Biographie
Né à Cardiff, au Pays de Galles en 1954, Moritz étudie à Howardian High School, à Cardiff, avant de passer à Christ Church à Oxford, où il obtient un diplôme de maîtrise d'arts. En 1978, il reçoit un Master of Business Administration à la Wharton School de l'Université de Pennsylvanie.
Moritz rejoint l'entreprise Sequoia en 1986 après avoir travaillé comme journaliste au Times. Il cofonde ensuite Technologic Partners.
Ses investissements, portés notamment sur Google, Yahoo!, PayPal, AppleComputer, Cisco, Webvan, YouTube, et Micromania, lui ont permis d'accumuler une fortune considérable, évaluée en 2009 par le Sunday Times à 558 millions £ (environ 1.1 milliard de dollars US).
En juin 2008, Michael Moritz et son épouse annoncent un don de 50 millions de dollars à son ancien établissement Christ Church d'Oxford, avant de faire une nouvelle donation de 115 millions à l'Université d'Oxford en 2012.
Il vit actuellement à San Francisco avec sa femme et deux enfants.
Il soutient Barack Obama lors de l'élection présidentielle américaine de 2008.